# Al-Hussain ibn Sa'id ibn Hamdan
Abu 'Abdallāh al-Hussain ibn Sa'id ibn Hamdan (arabisch أبو عبدالله الحسين بن سعيد بن حمدان) war ein Mitglied der Hamdaniden-Dynastie, Enkel des Dynastiegründers Hamdan ibn Hamdun und Cousin der Emire Nasir al-Dawla und Saif al-Daula.
Im Jahr 944 wurde er von Nasir al-Daula ausgesandt, um Syrien, das den Hamdaniden vom Amir al-Umara Tuzun zugeteilt worden war, von den Ichschididen zu erobern. Zunächst gelang es ihm, den Norden des Landes zu besetzen, doch wurde er bald von den Truppen der Ichschididen aus Syrien vertrieben.
Hussain heiratete Sarīra al-Rāʾiqiyya, eine ehemalige Sängersklavin und Konkubine von Abu Bakr Muhammad ibn Rāʾiq (gest. 942).